# سید یحیی لاریجانی
سید یحیی لاریجانی  ملقب به سعیدالحکما از خوانین و ملاکین ایرانی بود، که در دوره نخست بعنوان نماینده تهران در مجلس شورای ملی حضور داشت.